# Kasimir Wilhelm von Hessen-Homburg
Kasimir Wilhelm von Hessen-Homburg (* 23. März 1690 in Weferlingen; † 9. Oktober 1726 in Hötensleben) war ein Prinz von Hessen-Homburg.

## Leben

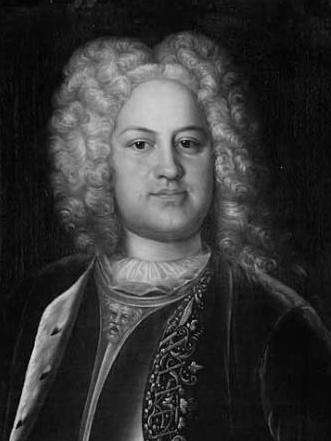
Kasimir Wilhelm von Hessen-Homburg

Kasimir Wilhelm war der jüngste Sohn des Landgrafen Friedrich II. von Hessen-Homburg (1633–1708), des berühmten Prinzen von Homburg, aus dessen zweiter Ehe mit Luise Elisabeth (1646–1690), Tochter des Herzogs Jakob von Kurland. Er wurde gemeinsam mit seinem drei Jahre jüngeren Halbbruder Ludwig Georg (aus Friedrich II. dritter Ehe mit Gräfin Sophie Sybille von Leiningen-Westerburg (1656–1724)) erzogen. Bei einem Besuch bei seinem Cousin Herzog Friedrich zu Mecklenburg erwachte in ihm die Jagdleidenschaft, die er mit seinem Vater und seinen Brüdern teilte.
Da sein älterer Bruder in der Erbfolge vor ihm stand und zwei Söhne hatte, verlegte er sich auf eine militärische Karriere und kämpfte 1708 in einem mecklenburgischen Regiment unter Prinz Eugen. Anfang 1715 trat er in das schwedische Heer unter Karl XII. ein. Schon im Frühsommer wurde er bei Wismar gefangen genommen und quittierte den Kriegsdienst.
1718 wurde ihm per Losentscheid das Gut in Hötensleben zugesprochen. Am 8. Oktober 1722 heiratete er in Braunfels Christine Charlotte (1690–1751), Tochter des Grafen Wilhelm Moritz zu Solms-Braunfels.
Er war zeitweise Eigentümer des dem Homburger Schloss gegenüberliegenden heutigen Sinclair-Hauses. Überliefert ist das „Jagdtagebuch“ des passionierten Jägers und Pferdeliebhabers.

## Nachkommen
- Friedrich IV. Karl (1724–1751), Landgraf von Hessen-Homburg

⚭ 1746 Gräfin Ulrike Luise zu Solms-Braunfels (1731–1792)
- Eugen (*/† 1725)
- Ulrike Sophie (1726–1792)